# Kamionet
Kamionet (eng. pick-up ili pick-up truck) je vrsta automobila najčešće baziranog na terencu, a uz putničku kabinu ima pripojen otvoreni tovarni prostor.
Iako pripadaju automobilima, kamionete se u Sjedinjenim Državama često zbog njihove veličine naziva truck (kamion), a u hrvatskom se jeziku za njihovo opisivanje često koristi riječ kamionet.